# 山内ホスピタル
山内ホスピタル（やまうちホスピタル）とは、岐阜県岐阜市にある病院。労災指定病院、救急指定病院である。
長期療養に力をいれており、病床数も一般病床より療養病床の数が多い。

## 診療科
- 内科
- 呼吸器科
- 胃腸科
- 循環器科
- 外科
- 整形外科
- アレルギー科
- リウマチ科
- リハビリテーション科
- 放射線科
- 麻酔科

## 医療機関指定
出典
| 保険医療機関                                   | 労災保険指定医療機関             |
| 指定自立支援医療機関（更生医療）               | 指定自立支援医療機関（育成医療） |
| 身体障害者福祉法指定医の配置されている医療機関 | 生活保護法指定医療機関           |
| 結核指定医療機関                               | 戦傷病者特別援護法指定医療機関   |
| 原子爆弾被害者指定医療機関                     | 原子爆弾被害者一般疾病医療機関   |
| 第一種感染症指定医療機関                       | 第二種感染症指定医療機関         |
| 臨床研修病院                                   | 特定疾患治療研究事業委託医療機関 |
| 在宅療養支援病院                               |                                  |

## 学会認定
出典
| 日本臨床内科医会研修指定医               | 日本消化器内視鏡学会指導施設                   |
| 日本東洋医学会研修施設                   | 日本リウマチ学会教育施設                       |
| 痛風協力医療機関                         | 日本外科学会外科専門医制度関連施設             |
| マンモグラフィ検診施設画像認定           | 日帰り人間ドック実施指定施設（全日本病院協会） |
| 優良二日ドック指定施設（日本病院会）     | 優良総合健診施設（日本病院会）                 |
| 健康診査期間認定施設（日本医療法人協会） | 人間ドック・健診施設機能評価 認定施設          |

## 沿革
- 1908年（明治41年）：現在の岐阜市神室町1丁目に山内胃腸病院として開業。診療科は胃腸科、内科のみ。
- 1960年（昭和35年）：社団医療法人かなめ会設立。
- 1988年（昭和63年）：現在地に移転し、外科、肛門科を新設する。同時に山内ホスピタルに改称する。

## その他
中部地方では人工関節置換の手術実績数の多い病院である（2006年（平成18年）の施術数は179件 - ）。

## 交通機関
- JR東海道本線 西岐阜駅より約800m。
- 岐阜バス：「市橋線県美まわり」に乗車。「市橋4丁目」停留所下車、徒歩で約5分。